# Immanuel Weber
Immanuel Weber (Hohenheida, 1659. szeptember 23. – Gießen, 1726. május 7.) német jogtudós, történész, heraldikus.

## Életrajz
Nagyapja Johann, lipcsei kereskedő, teológiatanár és a S. Nicolai templom archidiakónusa volt, apja, Immanuel prédikátor, anyja, Sabine Pegau egy főadóhivatalnok lánya. Születésekor annyira gyenge volt, hogy hosszas ápolásra szorult. 1672-re azonban annyira megerősödött, hogy megkezdhette tanulmányait Grimmában, 1677-ben pedig a lipcsei egyetemen a teológia tanulmányok kandidátusa lett. 1678. december 17-én (néhány nappal apja halála után) megszerezte baccalaureusi címét, 1681-ben pedig magiszteri fokozatát. 1682-ben gyenge tüdeje és hangja miatt teológiai tanulmányait jogi tanulmányokra cserélte Lipcsében, majd Jénába ment feudális jogot hallgatni, de egy szemeszter után 1683-ban visszatért Lipcsébe, ahol Schwarzburg-Sondershausen herceg két fiának (August Wilhelm és Günther) a nevelője lett. Az uralkodó fejedelem a titkárává nevezte ki és 1687-ben a schwarzburgi főlevéltár vezetőjévé tette meg. 1698-ban Nicolai von Gersdorf báró, lengyel királyi és szász választófejedelmi miniszterelnök fiának a nevelője volt. 1698. szeptember 26-án a gießeni egyetemen átvette a történelem oktatását. A következő évben a jogtudomány rendkívüli egyetemi tanára és az egyetemi könyvtár igazgatója lett. 1699-ben Gießenben feleségül vette Anna Katharina Riest, egy udvari és konzisztóriumi tanácsos lányát, akitől két fia és négy lánya származott. 1697-ben comes Palatinus, 1699-ben a jogtudomány doktora, 1713-ban a jogtudomány rendes egyetemi tanára, 1715-ben a hessen-darmstädti fejedelmi udvar tanácsosa, 1725-ben kormánytanácsos. 1720-ban tisztségeinek megnövekedése miatt lemondott történelemtanári funkciójáról, 1725-ben az egyetem alkancellára és az egyetemi tanszék vezetője lett, de hivatalát csak néhány hónapig tölthette be, mert a következő évben elhunyt. 
Német nyelvű írásaiban a Levin von Ambeer álnevet is használta. Számos jogi művet írt, régebbi szerzők új kiadását szerkesztette és írt hozzájuk kommentárt. Foglalkozott heraldikával is.

## Művei
- Frankreichs Friedensgesuche etc. nebst unterschiedenen politischen Reflexionen und Particularitäten. Leipzig, 1691
- Poetische Lustkinder etc. und Poetische Schmerzenskinder. Gotha, 1695
- Kurzer jedoch gründlicher Begriff der edlen Herolds- oder Wappenkunst etc. Frankfurt, 1696
- Sermo auspicialis „de desideratis circa jurisprudentiam Iustinianeam“. Gissae, 1699
- Dissert. inaugur. „de vindiciis adversus legatum delinquentem et de judice ejus competente“. Giessae, 1698, Jenae, 1748
- Ansprache an die studirende Jugend, um derselben die galante Gelehrsamkeit zu recommandiren. Gießen, 1704
- Examen Artis Heraldicae : Maximam Partem Ex Insigni Opere Speneriano Collectum, Theoriam Insignium Facili Ac Perspicua Methodo Exhibens. Jenæ, 1713